# 山本泰弘
山本 泰弘（やまもと やすひろ、1986年8月1日 - ）は、日本の地方公務員で、公共政策研究者。国会議員政策担当秘書資格を持つ。

## 経歴
山形県東根市出身。筑波大学国際総合学類から京都大学大学院地球環境学舎修士課程に進む。筑波大学の「人間の安全保障」講座研究室のアシスタントを勤めた後、2015年より地方公務員として勤務。その傍らで自由民権運動で作成された私擬憲法（植木枝盛「東洋大日本国国憲按」、千葉卓三郎「五日市憲法」等）の研究と現代語訳をおこなっている。その理由を、軍医の身分で小説を執筆した森鷗外のスタイルの「リスペクト」と述べている。
大学院在籍時より各種公共政策課題への提言活動を行い、市民金融による低炭素社会化の推進、政経社会系教育重点校の設定、クラウドファンディング形式の政策選択投票制度、国内留学推進政策の提案について全国規模のコンテスト等で顕著な評価を得ている。
茨城県つくば市における「自転車のまちづくり」推進のための産学官民連携プロジェクトや、筑波研究学園都市の研究者・技術者にスポットを当てたサイエンスコミュニケーションイベントを主催し、地域課題解決策としてその成果を学術誌等に報告している。
山形市の政策課題に取り組む研究会「政策研究ネットワーク山形」において、公民学連携による住宅と自動車のセット賃貸ビジネスや、民間活力による幼児教育支援施策を提言している。